# Stockholm (Maine)
Stockholm ist eine Town im Aroostook County des Bundesstaates Maine in den Vereinigten Staaten. Es ist Teil der sogenannten Schwedischen Kolonie von Maine. Im Jahr 2020 lebten dort 250 Einwohner in 138 Haushalten auf einer Fläche von 88,8 km².

## Geografie
Nach den Angaben des United States Census Bureaus hat New Sweden eine Fläche von 88,8 km², wovon 88,6 km² aus Land und 0,2 km² aus Gewässern bestehen.

### Geografische Lage
Stockholm liegt im Nordosten des Aroostook County. Höchste Erhebung des Gebietes ist der Stockholm Mountain mit 291 m. Der Little Madawaska River fließt durch den südwestlichen Teil der Town. Im Nordosten liegt der Mud Lake.

### Nachbargemeinden
Alle Entfernungen sind als Luftlinien zwischen den offiziellen Koordinaten der Orte aus der Volkszählung 2010 angegeben.
- Norden: Unorganized Territory von Square Lake, 26,7 km
- Osten: Cyr Plantation, 13,1 km
- Südosten: Unorganized Territory von Connor, 14,7
- Süden: New Sweden, 3,9 km
- Südwesten: Westmanland, 14,4 km
- Westen: Unorganized Territory von Square Lake, 26,7 km

Im Norden und Westen Stockholms liegen Gebiete, die nicht zur Besiedlung vorgesehen sind und keiner Verwaltung unterstehen. Diese gehören zum Unorganized Territory von Square Lake. Sie sind allerdings zur späteren Verwendung oder für Großprojekte (z. B. dem Verlegen von Hochspannungstrassen von Elektrizitätswerken) in systematische Parzellen unterteilt.

### Stadtgliederung
In Stockholm gibt es drei Siedlungsgebiete: Axel, California und Stockholm.

### Klima
Die mittlere Durchschnittstemperatur in Stockholm liegt zwischen −12,8 °C (9° Fahrenheit) im Januar und 18,3 °C (65° Fahrenheit) im Juli. Damit ist der Ort gegenüber dem langjährigen Mittel der USA um etwa 10 Grad kühler. Die Schneefälle zwischen Oktober und Mai liegen mit über fünfeinhalb Metern knapp doppelt so hoch wie die mittlere Schneehöhe in den USA, die tägliche Sonnenscheindauer liegt am unteren Rand des Wertespektrums der USA.

## Geschichte
Stockholm wurde ursprünglich 1881 unter dem Namen Upsala gegründet. Die vorherige Bezeichnung für dieses Gebiet lautete Township 16, Third Range West of the Easterly Line of the State (T16 R3 WELS). In der Frühzeit der Stadt waren die Holzfällerei und die Landwirtschaft die wichtigsten Wirtschaftszweige. Der Little Madawaska River wurde mit Dämmen reguliert und mit seinem Wasser wurden zahlreiche Sägemühlen betrieben. Als Stockholm Plantation wurde das Gebiet im Jahr 1895 organisiert. Stockholm wurde bereits 1881 an die Bangor and Aroostook Railroad angeschlossen. Zur Town wurde Stockholm am  27. Februar 1911 und hatte in den 1920er Jahren ihre bevölkerungsreichste Zeit. Damals lebten 1300 Menschen in Stockholm. Es gab mehrere Schulen, Geschäfte und auch ein Mietshaus und eine Übernachtungsmöglichkeit in der Stadt, zudem zwei Kirchen, eine dritte wurde 1928 gebaut. Im Zuge der Weltwirtschaftskrise in den 1930ern verließen viele Einwohner Stockholm und viele der Sägemühlen wurden geschlossen. Heute befinden sich in Stockholm weiterhin drei Kirchen (katholisch, evangelisch-lutherisch und baptistisch). Die Schule musste allerdings 2004 geschlossen werden.

### Einwohnerentwicklung
| Volkszählungsergebnisse – Town of Stockholm, Maine | Volkszählungsergebnisse – Town of Stockholm, Maine | Volkszählungsergebnisse – Town of Stockholm, Maine | Volkszählungsergebnisse – Town of Stockholm, Maine | Volkszählungsergebnisse – Town of Stockholm, Maine | Volkszählungsergebnisse – Town of Stockholm, Maine | Volkszählungsergebnisse – Town of Stockholm, Maine | Volkszählungsergebnisse – Town of Stockholm, Maine | Volkszählungsergebnisse – Town of Stockholm, Maine | Volkszählungsergebnisse – Town of Stockholm, Maine | Volkszählungsergebnisse – Town of Stockholm, Maine |
| Jahr                                               | 1900                                               | 1910                                               | 1920                                               | 1930                                               | 1940                                               | 1950                                               | 1960                                               | 1970                                               | 1980                                               | 1990                                               |
| -------------------------------------------------- | -------------------------------------------------- | -------------------------------------------------- | -------------------------------------------------- | -------------------------------------------------- | -------------------------------------------------- | -------------------------------------------------- | -------------------------------------------------- | -------------------------------------------------- | -------------------------------------------------- | -------------------------------------------------- |
| Einwohner                                          | 191                                                | 715                                                | 1038                                               | 1101                                               | 891                                                | 641                                                | 649                                                | 388                                                | 319                                                | 286                                                |
| Jahr                                               | 2000                                               | 2010                                               | 2020                                               | 2030                                               | 2040                                               | 2050                                               | 2060                                               | 2070                                               | 2080                                               | 2090                                               |
| Einwohner                                          | 271                                                | 253                                                | 250                                                |                                                    |                                                    |                                                    |                                                    |                                                    |                                                    |                                                    |

## Kultur und Sehenswürdigkeiten

### Bauwerke
Auf dem Gebiet der Town befinden sich drei Gebäude von historischer Bedeutung. Sie wurden unter Denkmalschutz gestellt und ins National Register of Historic Places aufgenommen:
Die Geschichte der Town und der Umgebung ist in einem Stadtmuseum dokumentiert, das in einem ehemaligen Geschäftshaus untergebracht ist, dem Anderson Bros. Store, Es wurde im Jahr 1901 errichtet. Das Gebäude wurde 2001 unter der Register-Nr. 00001635 aufgenommen.
Das John J. and Martha Sodergren Homestead ist ein Wohnhaus schwedischer Einwanderer aus dem späten 19. Jahrhundert. Das Gebäude wurde 2007 unter der Register-Nr. 06001222 aufgenommen.
Die Sunset Lodge ist ein Blockhaus aus dem Jahr 1932, gebaut von Bruce Ward, dem Gründer von Ward Cedar Log Homes. Ein frühes Exemplar der Blockhausstruktur, in dem das komplette Jahr gewohnt werden konnte. Es wurde im Jahr 1994 unter der Register-Nr. 94001304 aufgenommen.

## Wirtschaft und Infrastruktur

### Verkehr
Die Maine State Route 161 verläuft durch die südöstliche Ecke der Town. Sie verbindet Stockholm mit Fort Kent im Norden und Caribou im Süden.
Die Bahnstrecken Squa Pan–Stockholm und Brownville–Saint-Leonard führen durch Stockholm.

### Öffentliche Einrichtungen
Es gbit in Stockholm keine öffentliche Bücherei. Die nächstgelegene befindet sich in Caribou.
Das nächstgelegene Krankenhaus für die Bewohner von Stockholm befindet sich in Caribou.

### Bildung
Für die Schulbildung in Stockholm ist das Stockholm School Department zuständig.

## Persönlichkeiten

### Persönlichkeiten, die vor Ort gewirkt haben
- Russell Currier (* 1987), Biathlet